# NGC 5484
NGC 5484 (również PGC 50338) – galaktyka eliptyczna (E2), znajdująca się w gwiazdozbiorze Wielkiej Niedźwiedzicy. Odkrył ją William Herschel 14 kwietnia 1789 roku.